# Virale hämorrhagische Septikämie

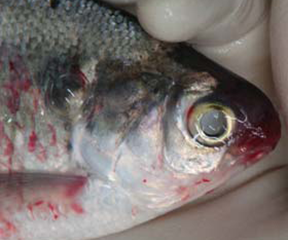
Virale hämorrhagische Septikämie

Die virale hämorrhagische Septikämie (VHS, Syn. Egtved-Krankheit) ist eine mit Blutungen (Hämorrhagien) in die Organe einhergehende Viruserkrankung, die vor allem Forellenfische (Salmoniden), aber auch andere Fischarten befällt. Sie gehört zu den Anzeigepflichtigen Tierseuchen.

## Erreger
Der Auslöser der Erkrankung ist das Virale hämorrhagische Septikämievirus (VHSV). Die virale Ursache der Krankheit wurde 1963 von M. H. Jenson entdeckt.
Verschiedene Stämme des Virus treten auf in verschiedenen Regionen und bei den verschiedenen Wirtsarten. Es gibt keine Anzeichen dafür, dass die Krankheit die menschliche Gesundheit beeinträchtigt. VHS ist auch bekannt als Egtved-Krankheit, und das Virus als Egtved-Virus.

## Epizootiologie
Die Erkrankung tritt akut vor allem bei Regenbogenforellen und Hechten auf, andere Forellenfische sind meist nur symptomlos infiziert. Wichtig für die Bekämpfung ist die Tatsache, dass Fische die die Krankheit überleben und symptomlos infizierte Fische lebenslang Virusträger bleiben und somit ein Erregerreservoir darstellen. Die Übertragung erfolgt über verseuchtes Wasser, infizierte Fische und Wasservögel, aber auch Geräte und Personal von Teichwirtschaften.

## Symptome
Die VHS kann in verschiedenen Krankheitsbildern auftreten.
Die akute Form ist durch plötzlich auftretendes Massensterben gekennzeichnet. Die Fische sind apathisch, färben sich dunkel, haben blasse Kiemen und hervortretende Augäpfel (Exophthalmus). Pathologisch-anatomisch finden sich punktuelle Blutungen in Muskulatur, Haut, Augen und inneren Organe sowie eine Enteritis, erkennbar an einer Füllung des Darmes mit gelbem Schleim.
Die chronische Form schließt sich an die akute Form an. Die Symptome sind ähnlich, die Anzahl der Todesfälle jedoch gering.
Bei der nervösen Form treten kaum Todesfälle auf und auch die klassischen Symptome fehlen. Stattdessen zeigen die Fische Anzeichen einer Störung des Zentralnervensystems wie Gleichgewichtsstörungen und abnorme Schwimmbewegungen.

## Gesetzliche Grundlagen
In Deutschland sind die Maßnahmen zur Bekämpfung der VHS geregelt durch:
- das Tiergesundheitsgesetz (TierGesG), bis 1. Mai 2014 das Tierseuchengesetz (TierSG)
- die Verordnung über anzeigepflichtige Tierseuchen
- die Fischseuchenverordnung[3]

In der Schweiz ist die Virale hämorrhagische Septikämie eine auszurottende und somit meldepflichtige Tierseuche.
In Österreich ist die Virale Hämorrhagische Septikämie Anzeigepflicht.
Tiere, bei denen die Erkrankung nachgewiesen wurde, sind zu töten.

## Nachweis
Für den definitiven Nachweis der Erkrankung ist in einem Verdachtsfall eine virologische Diagnostik gesetzlich vorgeschrieben. Sie erfolgt durch Anzüchtung des Virus in einer Zellkultur und Nachweis mittels VHS-Antikörpern. Auch ein Nachweis der Virus-Ribonukleinsäure durch Polymerase-Kettenreaktion (PCR) ist möglich.